# 王鲁彤

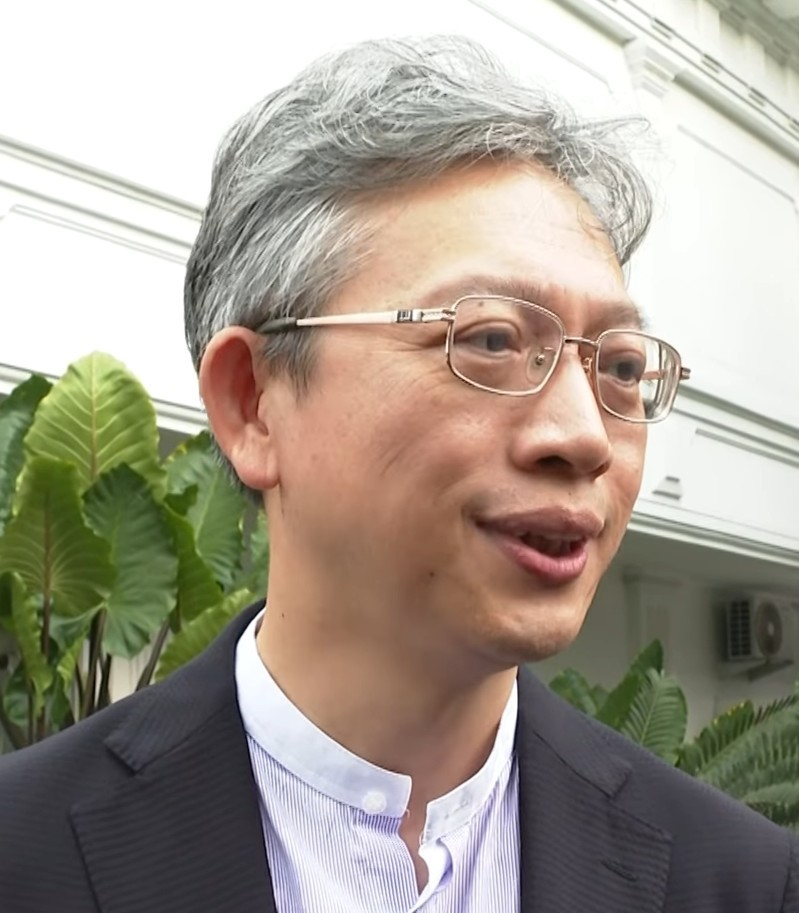
王鲁彤 (2025)

王鲁彤（1969年9月—），中华人民共和国外交官，曾任中华人民共和国驻新西兰特命全权大使、外交部欧洲司司长，现任中华人民共和国驻印度尼西亚共和国特命全权大使。

## 生平
1992年进入中华人民共和国外交部，先后在外交部新闻司、驻英国大使馆、外交部西欧司、外交部办公厅工作。2005年，任中央外事工作领导小组办公室参赞兼处长。2007年，任中央外事工作领导小组办公室副巡视员。2011年，升任巡视员。2013年10月，出任中华人民共和国驻新西兰特命全权大使兼驻库克群岛、纽埃。2017年，改任外交部礼宾司副司长兼使团办主任。2019年，任外交部欧洲司司长。2024年10月，出任中华人民共和国驻印度尼西亚大使。

## 家庭
已婚，有一子。